# Metro Central Heights
Metro Central Heights est un groupe de bâtiments résidentiels situés à Walworth, dans le quartier londonien de Southwark.
Connu à l'origine sous le nom d'Alexander Fleming House, il s'agit d'un complexe de bureaux à plusieurs étages conçu par l'architecte moderniste d'origine hongroise Ernő Goldfinger et construit au début des années 1960 pour Arnold Lee d'Imry Properties. Le projet a été favorisé à la fois par le promoteur immobilier Imry et par le London County Council car il promettait la plus grande surface louable et donc le meilleur retour financier pour le site. S'élevant à une hauteur d'environ 55 mètres à son point culminant, le plan initial comprenait trois blocs autoportants. Parmi ceux-ci, deux mesuraient sept étages et un mesurait dix-huit étages, disposés autour d'une place centrale.

## Histoire
Le complexe est situé sur Newington Causeway, du côté est de la jonction très fréquentée d'Elephant & Castle, dans le sud-est de Londres.
Ernő Goldfinger a proposé trois composantes principales de l'architecture moderne, « la structure permanente ; les services beaucoup moins permanents et une composante encore plus éphémère, les exigences humaines »,
. Celles-ci s'appliquaient directement au développement où son utilisation éventuelle n'était pas connue au moment de la construction. Par conséquent, la conception interne du bâtiment a été rendue aussi flexible que possible, offrant des ponts ouverts qui pourraient être facilement subdivisés et les services réacheminés.
Le locataire initial du bâtiment est le Department of Health and Social Security, connu à l'époque sous le nom de ministère de la Santé, ce qui lui a probablement valu le nom d'Alexander Fleming House, en hommage au découvreur de la pénicilline. Le développement est devenu son siège social et peu de temps après, Ernő Goldfinger a été chargé de concevoir deux blocs supplémentaires, D et E.
Le bâtiment a reçu un Civic Trust Award en 1964.
Le siège du ministère de la Santé devient connu pour le syndrome des bâtiments malsains et les fonctionnaires du DHSS ont été transférés au début des années 1990 dans un nouveau siège de l'autre côté de la route, d'abord à Hannibal House, puis à Skipton House. Le personnel exécutif a déménagé dans le nouveau siège social de Whitehall, à Richmond House.
La flexibilité de conception a bien servi le bâtiment lorsqu'il a été sauvé de la démolition et converti en un développement résidentiel et rebaptisé « Metro Central Heights » par St George Plc (une division de Berkeley Group Holdings (en)) en 1997.
Un permis de construire a été accordé en appel pour un autre bloc de 15 étages par St George Plc nommé Vantage Metro Central sur ce qui était autrefois le parking de surface du développement en février 2004. Celui-ci a été achevé fin 2008.
C'était à l'origine le site du cinéma Odéon, également conçu par Ernő Goldfinger mais démoli par Imry en 1988, et de l'immense cinéma Trocadéro qui a été dégagé pour les blocs D et E du développement lui-même.
Metro Central Heights est devenu un monument classé le 9 juillet 2013, lorsque le ministre de la Culture, le député Ed Vaizey, a accepté la recommandation d'English Heritage selon laquelle il devrait être classé au grade II,.